# SMS Prinz Eugen (1878)
«Принц Ойген» (нім. SMS Prinz Eugen) - броненосець типу «Кайзер Макс» ВМС Австро-Угорщини другої половини 19-го століття.

## Історія створення
Броненосець «Принц Ойген» був закладений у жовтень 1874 року на верфі Арсеналу флоту в Полі у рамках програми «модернізації» (а фактично будівництва нових кораблів). Спущений на воду 7 вересня 1877 року, вступив у стрій у листопад 1878 року.
Назва корабля залишилась від попередника.

## Історія служби
Оскільки уряд Австро-Угорщини надавав низький пріоритет морській діяльності, броненосці, в тому числі «Кайзер Макс», проводили більшу частину часу в Полі, зрідка здійснюючи виходи в море. Лише кілька гвинтових фрегатів більш-менш активно використовувались у 1870-х для закордонних візитів.
У 1888 році броненосці «Принц Ойген», «Кустоца», «Тегетгофф», «Кайзер Макс», «Дон Хуан де Астурія» та декілька менших кораблів вирушили до Барселони для участі у церемонії відкриття Всесвітньої виставки.
У 1889 році «Принц Ойген» разом з броненосцями «Кайзер Макс», «Дон Хуан де Астурія», «Кустоца», «Тегетгофф»,  і «Ерцгерцог Альбрехт» брав участь в навчаннях флоту.
У 1893 році «Принц Ойген» брав участь у маневрах флоту разом з броненосцями «Кайзер Макс», «Дон Хуан де Астурія», «Кронпринцеса Ерцгерцогиня Стефанія» і «Кронпринц Ерцгерцог Рудольф».
У рамках будівництва нових кораблів у 1890-1990-х роках для скорочення річного бюджету було вирішено відмовитись від застарілих кораблів, які надалі використовувались в основному на другорядних ролях. У рамках цієї програми 30 грудня 1904 року «Принц Ойген» був виключений зі складу флоту і переобладнаний на плавучу майстерню. У 1906 році розпочались роботи, під час яких було демонтоване озброєння, двигуни та встановлений кран. У 1909 році корабель знову був введений у стрій під назвою «Вулкан», оскільки стару назву присвоїли новозбудованому лінкору. У 1910 році корабель був відбуксирований в Шибеник, де базувався до кінця Першої світової війни.
Після поразки Австро-Угорщини корабель був захоплений Італією. За умовами Сен-Жерменського договору корабель мав бути переданий Югославії, але Італія так і не передала корабель. Подальша доля судна невідома.